# Samea delicata
Samea delicata là một loài bướm đêm trong họ Crambidae.